# Columns (jeu vidéo)
Pour les articles homonymes, voir Columns.
Columns (コラムス), aussi appelé Jewels ou Shapes and Columns, est un jeu vidéo de puzzle conçu par Jay Geertsen en 1989. Après en avoir racheté les droits, Sega a commercialisé le jeu sur borne d'arcade en 1990 et de multiples adaptations sur supports familiaux ont suivi, notamment sur les consoles Sega. Le jeu a également engendré plusieurs suites. Le jeu a été porté en 2002 dans une version homebrew sur Neo-Geo MVS.

## Système de jeu
Au lieu de jouer avec des pièces de formes différentes les unes des autres comme dans Tetris, le joueur dispose de pièces verticales composées de 3 blocs dont les couleurs respectives sont aléatoires. Il est possible de permuter ces 3 blocs à l'aide d'une touche, et de déplacer la pièce vers la droite ou la gauche.
Le but est de réarranger et placer les pièces de manière à faire apparaître des lignes verticales, horizontales ou diagonales de 3 blocs (ou plus) de même couleur, ce qui a pour effet de faire disparaître ces blocs. Le jeu respecte les lois de la pesanteur : les blocs qui ne reposent plus sur rien tombent, cet élément de gameplay permet notamment de faire disparaître d'affilée plusieurs groupes de blocs, ce qui rapporte bien plus en score.
Comme dans Tetris, le jeu s'accélère petit à petit, jusqu'à ce que le joueur perde quand les pièces viennent à déborder en haut de l'écran.
Columns est assez complexe comparé à Tetris dans la mesure où la vision du jeu est plus compliquée  et que les combos (enchaînements) demandent généralement une bonne visualisation et organisation de son jeu.

## Rééditions
Outre les portages, le jeu original a été de nombreuses fois réédité à travers des compilations ou encore des services de téléchargement comme sur Console virtuelle.
Un homebrew a été créé sur Neo-Geo MVS, Columns a été porté en 2002 depuis la version Mega Drive.
Le jeu a connu un remake en 2003 sur PlayStation 2 sous le titre Sega Ages 2500 Series Vol. 7: Columns.